# Biblioteca civica Uberto Pozzoli
La Biblioteca civica Uberto Pozzoli, conosciuta anche come Biblioteca civica di Lecco, è la biblioteca pubblica di Lecco.
Ha sede presso Villa Locatelli (o Casa del Governatore) in via Bovara con una sede staccata presso Villa Gomes a Maggianico.
Dal 2003 la biblioteca è parte del Servizio bibliotecario nazionale e dal 2016 è la biblioteca Centro Sistema del Sistema bibliotecario del territorio lecchese.

## Storia

### La fondazione
La base per l'istituzione della biblioteca di Lecco fu creata nel 1866 da alcuni libri raccolti dal prof. Pasquale Carretto, ispettore scolastico del circondario di Lecco.
La biblioteca fu fondata in modo effettivo dal Comitato Provinciale per l'istruzione della campagna di Como nel 1867 come Biblioteca popolare circolante del Circondario di Lecco, con sede presso la Scuola Tecnica. Locali e mobili furono messi a disposizione dal Comune di Lecco.
Art. 2. - La biblioteca popolare è costituita da libri offerti dai cittadini e da private associazioni, od acquistati dal Comitato con sussidi ottenuti a questo intento sia dal Governo, sia dalla Provincia, dai Comuni e dai privati.
Art. 3. - I libri descritti in apposito Catalogo e contrassegnati con timbro del Comitato, o del Sottocomitato saranno raccolti in scaffali collocati nella residenza della scuola tecnica.
Art. 4. - Una o più persone a ciò delegate dal sottoscritto e che prestano l'opera loro gratuitamente, fungono la mansione di Bibliotecario, hanno la custodia dei libri, del catalogo, dei registri, ricevono le richieste dei libri e ne fanno la distribuzione.
Art. 5. - È fissato il giorno di giovedì d'ogni settimana dalle ore 10 alle ore 12 per la destribuzione dei libri.
[...]»
(Regolamento del 21 giugno 1867)
La biblioteca, che si intendeva aprire nel 1868, inizialmente aveva circa 300 volumi e il numero di lettori era indicato come "limitato" per la mancanza di un locale adatto per renderla facilmente accessibile al pubblico.

### La biblioteca comunale circolante
Nel 1869 il Comitato Provinciale per l'istruzione della campagna cedette i libri della biblioteca al Comune di Lecco.
Nel 1870 l'Associazione di mutuo soccorso fra gli operai di Lecco donò al Comune 141 libri per la nuova biblioteca e vennero diffusi inviti per la donazione di libri da parte di privati.

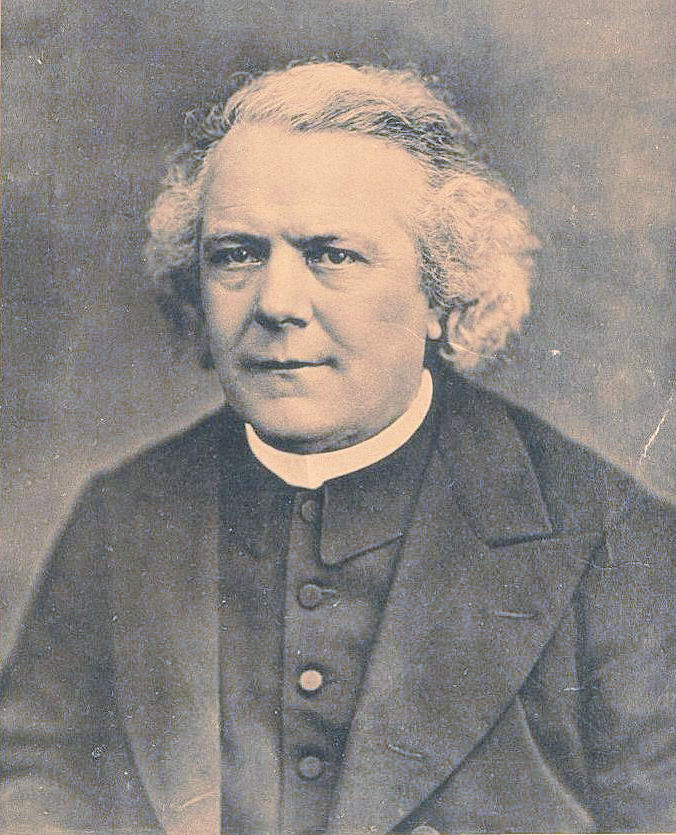
Antonio Stoppani
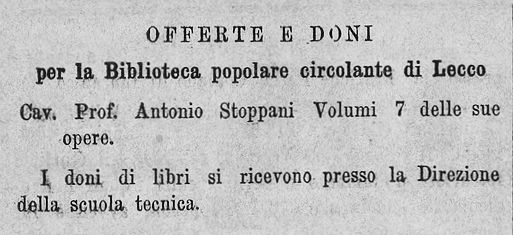
Donazione di Antonio Stoppani, 1870
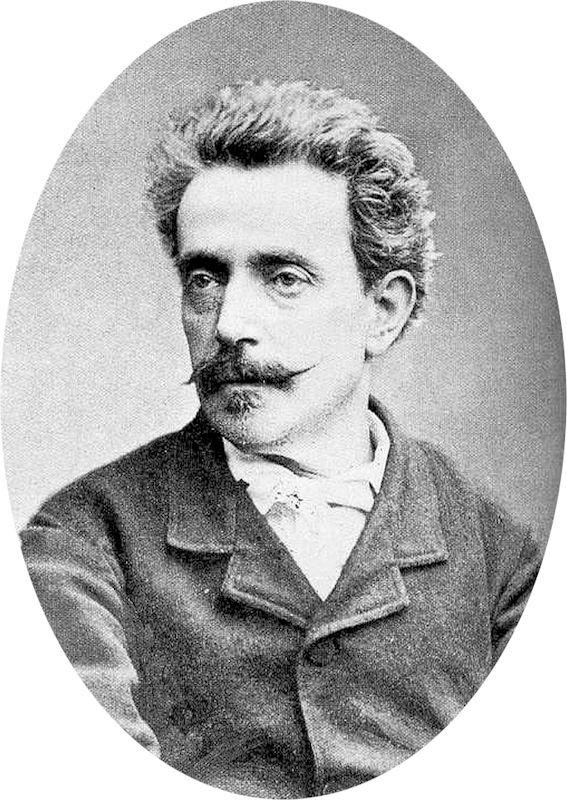
Antonio Ghislanzoni
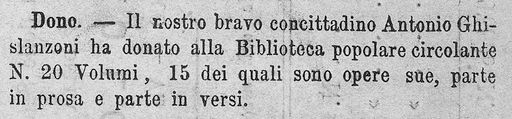
Donazione di Antonio Ghislanzoni, 1871
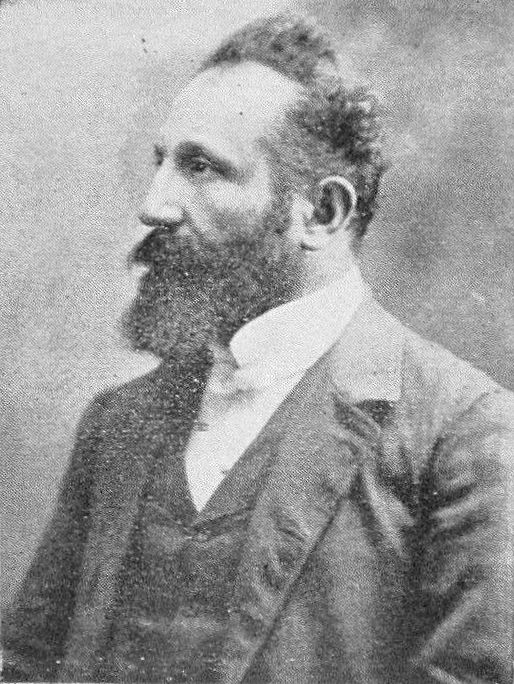
Mario Cermenati
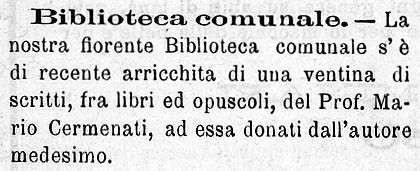
Donazione di Mario Cermenati, 1894

La distribuzione dei libri al pubblico ebbe inizio dal 16 maggio 1870.
Il Comune di Lecco forniva un contributo per l'acquisto di libri e per lo stipendio del bibliotecario; nel 1873 a svolgere l'incarico fu Giovanni Battista Dindo, docente presso la Scuola Tecnica.
Il prof. Dindo istituì anche una Società di utile ed amena lettura al fine di incrementare il numero di utenti della biblioteca.
Nel 1883 l'apertura era alla domenica dalle 9 alle ore 12 e 30.
Dati statistici storici
| Anno | Patrimonio | Patrimonio | Prestiti | Prestiti | Utenti | Note   |
| Anno | Opere      | Volumi     | Opere    | Volumi   | Utenti | Note   |
| ---- | ---------- | ---------- | -------- | -------- | ------ | ------ |
| 1870 |            |            |          | 47       |        | [ 3 ]  |
| 1871 |            | circa 700  |          | 94       |        | [ 3 ]  |
| 1872 |            |            |          | 107      |        | [ 3 ]  |
| 1873 |            |            |          | 1338     | (65)   | [ 3 ]  |
| 1874 |            |            |          | 1325     | (100)  | [ 3 ]  |
| 1875 |            |            |          | 1313     | (66)   | [ 3 ]  |
| 1876 |            |            |          | 1110     | (56)   | [ 3 ]  |
| 1877 |            |            |          | 2204     | (69)   | [ 3 ]  |
| 1878 |            |            |          | 1378     | (63)   | [ 3 ]  |
| 1879 |            |            |          | 1655     | (53)   | [ 3 ]  |
| 1880 |            |            |          | 1275     | (49)   | [ 3 ]  |
| 1881 |            |            |          | 1558     | (50)   | [ 3 ]  |
| 1882 |            |            |          | 1558     | (47)   | [ 3 ]  |
| 1883 | 1487       | 2030       |          |          |        | [ 3 ]  |
| 1887 | 1855       | 2484       |          |          |        | [ 15 ] |
| 1890 | 2170       | 2836       |          |          |        | [ 16 ] |
| 1891 | 2328       | 3023       | 2092     | 2397     | 178    | [ 16 ] |
| 1892 | 2399       | 3111       |          |          |        | [ 17 ] |
| 1893 | 2492       | 3227       | 1458     | 1618     | 104    | [ 17 ] |
| 1894 | 2568       | 3311       | 1504     | 1392     | 116    | [ 18 ] |
| 1897 | 2796       | 3585       |          |          |        | [ 19 ] |
| 1898 | 2877       | 3679       | 2697     | 2955     | 193    | [ 19 ] |
| 1901 | 3113       | 3969       |          |          |        | [ 20 ] |
| 1902 | 3193       | 4051       | 2238     |          | 157    | [ 20 ] |
| 1903 | 3267       | 4130       | 2005     |          | 162    | [ 21 ] |
| 1904 | 3336       | 4209       |          |          |        | [ 22 ] |
| 1905 | 3389       | 4263       | 1752     | 1874     | 144    | [ 22 ] |

### Da biblioteca circolante a biblioteca civica
Nel 1907 dal Comune di Lecco fu indetto un concorso per sostituire il prof. Michele Franchi, docente della Scuola Tecnica, con un bibliotecario comunale dall'anno successivo, provocando alcune reazioni dovute a dubbi sull'effettiva proprietà della biblioteca. Dal 1908 divenne definitivamente di proprietà comunale; all'epoca l'apertura era limitata alla domenica dalle 9 alle 12.
(Rendiconto morale della Giunta intorno alla gestione amministrativa del Comune, 1909)
Nel 1922 la biblioteca era indicata ancora presso l'edificio scolastico in via Antonio Ghislanzoni; in seguito la biblioteca venne spostata con i Musei civici presso Palazzo Belgiojoso.
Dopo un periodo di chiusura per riorganizzazione venne riaperta il 1º gennaio 1929. La tessera annuale costava 5 lire più un deposito cauzionale di 10 lire.
Tra il 1931 e il 1932 si ebbero alcune modifiche: dal 7 giugno 1931 la sede venne trasferita presso il palazzo comunale in piazzale Armando Diaz e nel settembre dello stesso anno venne creata la carica di Bibliotecario comunale, con l'incarico ad Attilio Polvara; da gennaio 1932 l'orario venne ampliato (martedì, giovedì e sabato dalle ore 9 alle 11 e dalle 20 alle 22; domenica dalle 9 alle 11). Già nel 1933 il podestà abolì però l'incarico di bibliotecario, affidando la direzione della biblioteca al prof. Emilio Invernizzi.
La sede subì nuovi trasferimenti in via Roma nel maggio 1940 e poi presso Palazzo Falck in piazza Garibaldi dal 1963 al 1981.
Dal 1982 ha sede presso Villa Locatelli.
Dati statistici storici
| Anno | Patrimonio | Patrimonio | Prestiti | Prestiti | Utenti | Note          |
| Anno | Opere      | Volumi     | Opere    | Volumi   | Utenti | Note          |
| ---- | ---------- | ---------- | -------- | -------- | ------ | ------------- |
| 1908 |            | 3635       | 1839     | 2011     | 135    | [ 12 ] [ 31 ] |
| 1909 |            |            | 2245     | 2463     | 140    | [ 31 ] [ 32 ] |
| 1910 |            |            | 2900     | 3109     | 175    | [ 32 ] [ 33 ] |
| 1911 |            |            | 3119     | 3275     | 210    | [ 32 ]        |
| 1912 |            |            | 3191     | 3326     | 240    | [ 34 ]        |
| 1913 |            |            | 1660     | 1763     | 176    | [ 34 ]        |

### Bibliotecari
| Ruolo                        | Dal     | Al      | Nome                    | Informazioni                                                                                     |
| ---------------------------- | ------- | ------- | ----------------------- | ------------------------------------------------------------------------------------------------ |
| Docenti della Scuola Tecnica | 1873    | 1873    | Giovanni Battista Dindo | «Incaricato per la lingua italiana, geografia e storia nel 1º anno e Bibliotecario Comunale»     |
| Docenti della Scuola Tecnica | 1874    | 1876... | Carlo Morelli           | Sacerdote, direttore della Scuola Tecnica e «custode provvisorio della Biblioteca»               |
| Docenti della Scuola Tecnica | ...1883 | 1907    | Michele Franchi         | Bibliotecario almeno dal 1883, docente presente già dal 1872                                     |
| Bibliotecari e direttori     | 1908    | 1913    | Domenico Fontana        | Nominato nel dicembre 1907                                                                       |
| Bibliotecari e direttori     | 1914    | 1915... | Amilcare Pederneschi    |                                                                                                  |
| Bibliotecari e direttori     | ...1920 | 1928... | Carlo Vercelloni        | Anche conservatore del Museo Archeologico e del Risorgimento e poi del Museo di Scienze naturali |
| Bibliotecari e direttori     | 1931    | 1932    | Attilio Polvara         |                                                                                                  |
| Bibliotecari e direttori     | 1933    | ...     | Emilio Invernizzi       |                                                                                                  |
| Bibliotecari e direttori     | ...1942 | ...     | Angelo Moioli           | La sede era in via Fratelli Cairoli                                                              |
| Bibliotecari e direttori     | ...     | ...     |                         |                                                                                                  |
| Bibliotecari e direttori     | 1982    | 2010    | Luigi Rosci             | Direttore della Biblioteca civica                                                                |
| Bibliotecari e direttori     | 2011    | 2018    | Maria Giovanna Ravasi   | Direttore dei Servizi Bibliotecari                                                               |
| Bibliotecari e direttori     | 2018    | 2022    | Pieraldo Lietti         | Direttore della Biblioteca civica e del Sistema Bibliotecario del Territorio Lecchese            |
| Bibliotecari e direttori     | 2022    | ...     | Simona Sanna            | Direttore della Biblioteca civica                                                                |

## Sede attuale

### Villa Locatelli

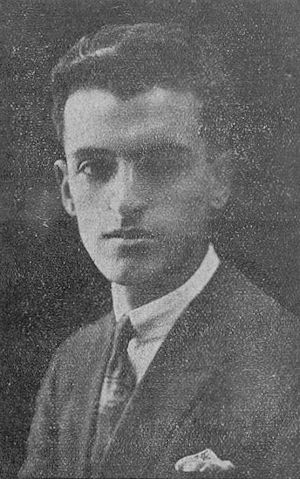
Uberto Pozzoli

La nuova sede presso l'edificio storico di Villa Locatelli fu inaugurata il 2 ottobre 1982 e la biblioteca venne dedicata a Uberto Pozzoli (Capriano, 1901 - Lecco, 1930), giornalista ed esponente politico lecchese.
Il patrimonio è suddiviso su tre piani:
- piano terra per la Sezione Periodici e la consultazione di giornali e riviste
- primo piano per la Sezione Adulti, con i libri collocati a scaffale aperto e la sezione dei documenti di interesse locale
- secondo piano per la Sezione Ragazzi, il servizio del prestito interbibliotecario e gli uffici

L'edificio originario fu realizzato alla fine del Cinquecento come residenza del governatore spagnolo, mantenendo in seguito il nome di Casa del Governatore; all'interno vennero conservate parti di antichi edifici, come una colonna trecentesca tuttora esistente. Ampliato tra Seicento e Settecento, l'edificio fu ceduto al marchese Serponti che in seguito lo cedette a sua volta al nobile Pompeo Redaelli; quest'ultimo nel 1811 fece realizzare un radicale restauro a Giuseppe Bovara. All'inizio del Novecento l'edificio divenne di proprietà della famiglia Locatelli, diventando Villa Locatelli. Divenuto poi di proprietà del Comune di Lecco, fu nuovamente restaurato e divenne sede della biblioteca.

### Villa Gomes
A Maggianico, presso la sede staccata di Villa Gomes, è conservata la Sezione Musicale della biblioteca.
Il patrimonio comprende materiale donato dal maestro Giorgio Gaslini alla città di Lecco e materiale di argomento musicale appartenuto al giornalista lecchese Giacomo De Santis.

## Statistiche aggiornate
Dati aggiornati all'anno 2014
Sezione periodici
- Totale periodici posseduti: 3425
- Periodici correnti: 636, di cui 411 riviste in abbonamento/acquisto e 19 giornali quotidiani
- Emeroteca digitale: 53 testate gestite
- Prestito periodici e CD musicali: 7207 (6068 adulti, 1139 ragazzi)
- Document Delivery: 504 articoli di periodici richiesti (185 in uscita, 319 in entrata)
- Servizio internet: 3036 utenti (2850 adulti, 186 ragazzi)
- Nuovi iscritti 2014: 553
  - Ore di navigazione: 4165,27
  - Numero di connessioni: 14408
- Richieste di consultazione periodici in magazzino: 4804
- Catalogazione: 315 titoli trattati

Sezione adulti
- Patrimonio: 154.000 volumi circa
- Accessioni: 3.411
- Prestiti: 68.154
- Prestiti interbibliotecari
  - In uscita: 1.341
  - In entrata: 1.813
- Eventi
  - Mostre ed esposizioni bibliografiche: 10
  - Mercatino dei libri: 10

Sezione ragazzi
- Patrimonio: 24.000 volumi
- Accessioni 1.804
- Prestiti 33.125
- Eventi
  - Mostre ed esposizioni bibliografiche: 27
  - Mercatino dei libri: 3 (2 con gli adulti)
  - Letture del sabato mattina: 29

## Fondi
- Fondo Antonio Balbiani
- Fondo Antonio Ghislanzoni
- Fondo Antonio Stoppani
- Fondo Biblioteca del Convento del Monte Barro
- Fondo Biblioteca poliglotta
- Fondo Cesare e Ignazio Cantù
- Fondo Ettore Bartolozzi
- Fondo Giorgio Gaslini
- Fondo Giuseppe Arrigoni
- Fondo libri antichi
- Fondo manzoniano
- Fondo Mario Cermenati
- Fondo miscellanea locale
- Fondo Palamede Carpani e altri
- Fondo periodici locali o di interesse locale
- Fondo Stefano Ticozzi
- Fondo Ulisse Guzzi

## Digitalizzazioni

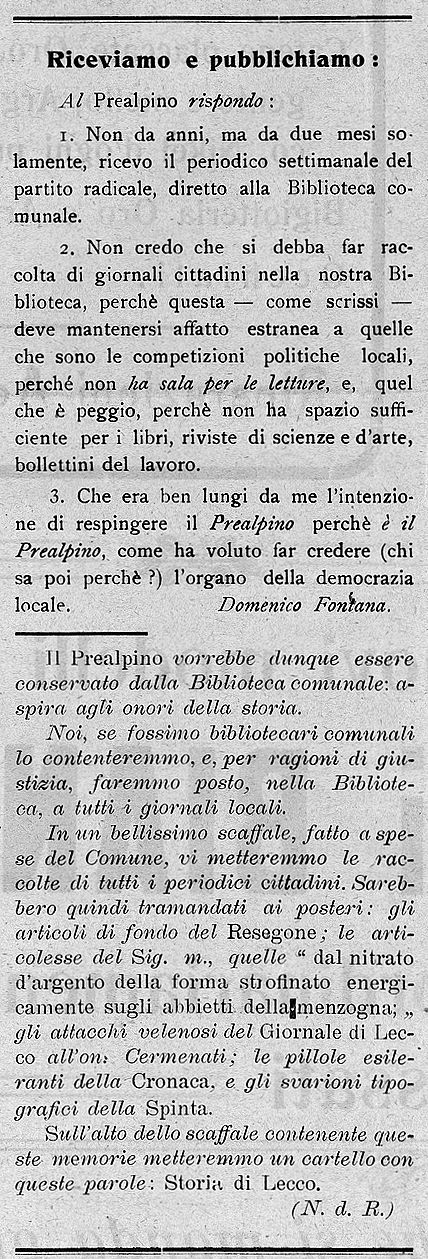
Lettera del bibliotecario di Lecco (da La Spinta, 1910)

All'interno del progetto per la Biblioteca digitale lombarda, la biblioteca ha reso disponibili «le raccolte più significative del proprio fondo storico di periodici locali e d'interesse locale».
- Periodici storici locali e d'interesse locale
- Numeri unici e supplementi d'interesse locale

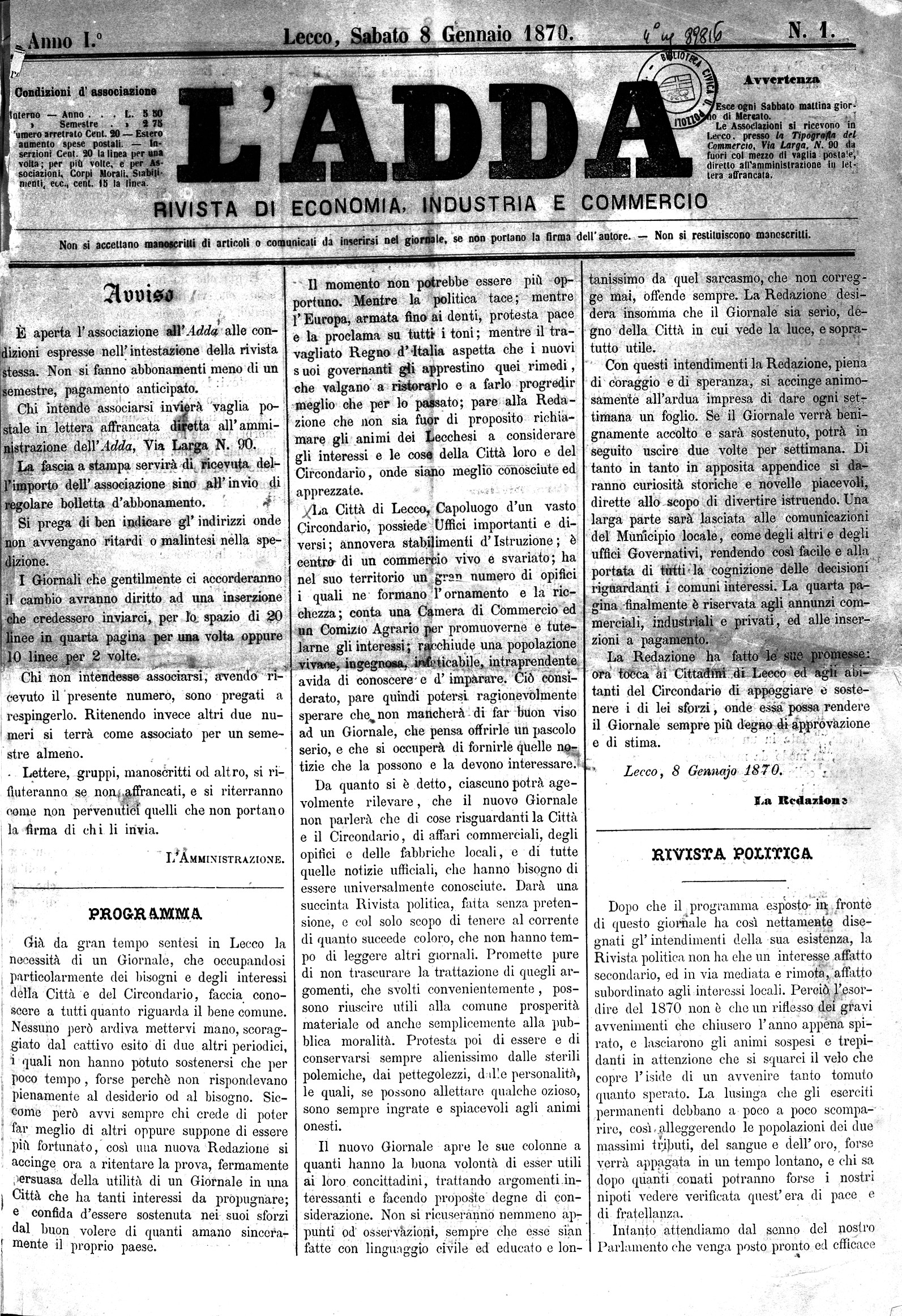
Primo numero de L'Adda, 1870
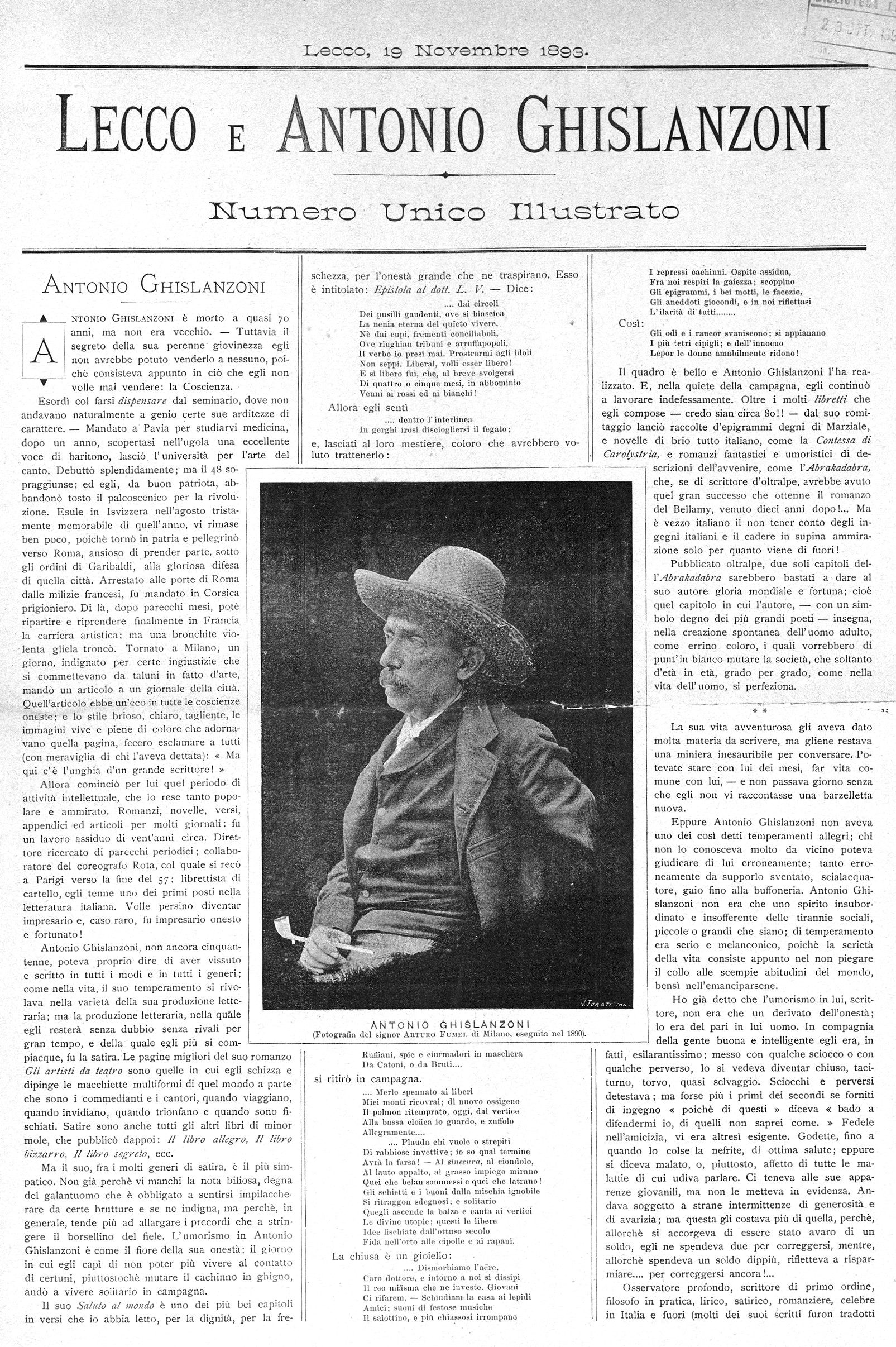
Pubblicazione dedicata ad Antonio Ghislanzoni, 1893
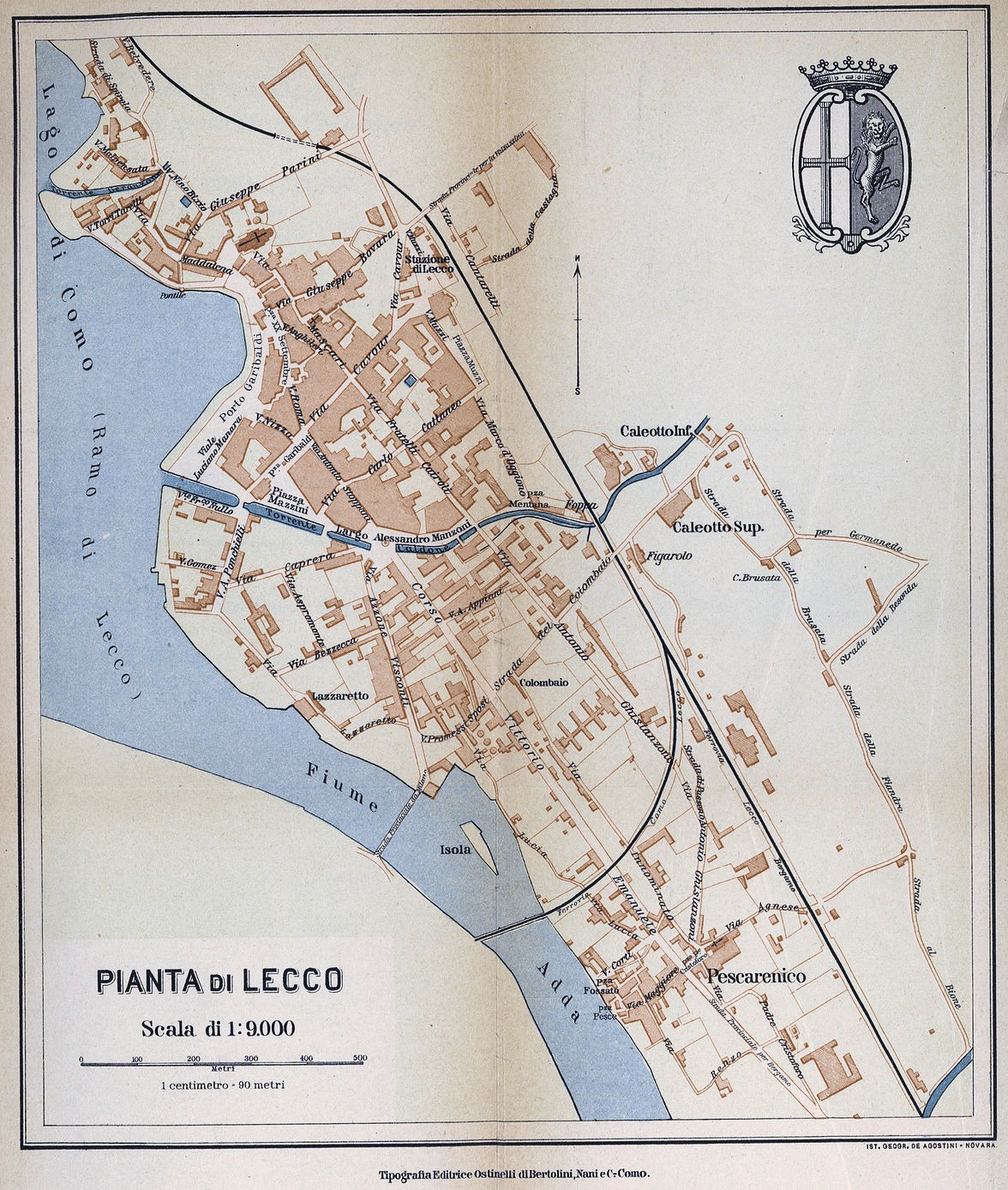
Pianta di Lecco, 1910

Settimanali
Principali settimanali d'informazione locale
- L'Adda. Rivista di economia, industria e commercio (1870-1876)
- Il Resegone. Settimanale cattolico (1882-2007)
- La Cronaca di Lecco e circondario. Giornale politico commerciale indipendente (1891-1919)
- Il Prealpino. Gazzetta di Lecco e circondario (1897-1924)
- Il Giornale di Lecco e circondario (1907-1916)
- La Spinta. Organo di lavoratori di Lecco e circondario (1908-1913)
- Il Nuovo Prealpino. Settimanale delle Forze nazionali del circondario di Lecco (1924-1927)
- La Provincia di Como - Il Gagliardetto. Organo della Federazione provinciale fascista comasca. Edizione di Lecco (1928-1931)
- Il Popolo di Lecco. Settimanale fascista (1931-1945)
- Il Giornale di Lecco. Organo ufficiale del CNL lecchese (1945-1946)

Riviste culturali
Riviste culturali pubblicate a Lecco nella prima metà del Novecento
- La Rivista di Lecco (1924-1934)
- All'ombra del Resegone (1927-1932)
- Nei paesi manzoniani (1933) e Paesi manzoniani (1934-1935)
- Lecco. Rivista di cultura e turismo (1937-1943)

Altro
- Almanacco statistico della Provincia di Como (1838-1942)
- Prime pubblicazioni delle associazioni alpinistiche locali (come il Bollettino mensile della Società escursionisti lecchesi)
- Riviste fondate e dirette da Antonio Ghislanzoni